# Вейл (Орегон)
Вейл (англ. Vale) — місто (англ. city) в США, в окрузі Малер штату Орегон. Населення — 1894 особи (2020).

## Географія
Вейл розташований за координатами 43°59′2″ пн. ш. 117°14′30″ зх. д. / 43.98389° пн. ш. 117.24167° зх. д. (43.983953, -117.241749).  За даними Бюро перепису населення США в 2010 році місто мало площу 2,94 км², уся площа — суходіл.

### Клімат
| Клімат : Вейл           | Клімат : Вейл | Клімат : Вейл | Клімат : Вейл | Клімат : Вейл | Клімат : Вейл | Клімат : Вейл | Клімат : Вейл | Клімат : Вейл | Клімат : Вейл | Клімат : Вейл | Клімат : Вейл | Клімат : Вейл | Клімат : Вейл |
| Показник                | Січ.          | Лют.          | Бер.          | Квіт.         | Трав.         | Черв.         | Лип.          | Серп.         | Вер.          | Жовт.         | Лист.         | Груд.         | Рік           |
| Абсолютний максимум, °C | 16,1          | 19,4          | 27,2          | 33,3          | 38,9          | 41,1          | 43,3          | 43,3          | 38,3          | 32,8          | 23,9          | 18,9          | 43,3          |
| Середній максимум, °C   | 1,9           | 6,9           | 13,8          | 18,8          | 23,9          | 29,1          | 34,0          | 33,1          | 26,9          | 18,9          | 8,8           | 2,5           | 18,2          |
| Середній мінімум, °C    | −7,6          | −4,4          | −1            | 1,8           | 6,6           | 10,3          | 13,2          | 11,5          | 5,8           | 0,3           | −3,3          | −7,6          | 2,1           |
| Абсолютний мінімум, °C  | −33,3         | −30,6         | −13,9         | −10           | −6,1          | −6,7          | 2,2           | −1,1          | −7,2          | −14,4         | −25,6         | −32,8         | −33,3         |
| Норма опадів, мм        | 31            | 24            | 25            | 22            | 27            | 19            | 12            | 10            | 13            | 16            | 28            | 34            | 261           |
| Днів з опадами          | 8,1           | 6,3           | 6,9           | 5,3           | 5,4           | 4,5           | 2,4           | 2,6           | 3,1           | 3,7           | 7,9           | 8,0           | 64,2          |
| Днів зі снігом          | 2,3           | 0,5           | 0,1           | 0,0           | 0,0           | 0,0           | 0,0           | 0,0           | 0,0           | 0,0           | 0,9           | 2,0           | 5,8           |
| ----------------------- | ------------- | ------------- | ------------- | ------------- | ------------- | ------------- | ------------- | ------------- | ------------- | ------------- | ------------- | ------------- | ------------- |
| Джерело: NOAA           |               |               |               |               |               |               |               |               |               |               |               |               |               |

## Демографія
Згідно з переписом 2010 року, у місті мешкали 1874 особи в 669 домогосподарствах у складі 441 родини. Густота населення становила 637 осіб/км².  Було 754 помешкання (256/км²).
Расовий склад населення:
| - 86,7 % — білих - 1,3 % — корінних американців - 0,4 % — азіатів - 0,3 % — вихідців з тихоокеанських островів - 0,3 % — чорних або афроамериканців - 8,2 % — осіб інших рас |

До двох чи більше рас належало 2,8 %. Частка іспаномовних становила 23,4 % від усіх жителів.
За віковим діапазоном населення розподілялося таким чином: 28,9 % — особи молодші 18 років, 54,7 % — особи у віці 18—64 років, 16,4 % — особи у віці 65 років та старші. Медіана віку мешканця становила 33,4 року. На 100 осіб жіночої статі у місті припадало 102,2 чоловіків;  на 100 жінок у віці від 18 років та старших — 100,9 чоловіків також старших 18 років.
Середній дохід на одне домашнє господарство  становив 42 930 доларів США (медіана — 34 950), а середній дохід на одну сім'ю — 51 423 долари (медіана — 48 095). Медіана доходів становила 35 313 долари для чоловіків та 23 083 долари для жінок. За межею бідності перебувало 23,6 % осіб, у тому числі 35,4 % дітей у віці до 18 років та 15,7 % осіб у віці 65 років та старших.
Цивільне працевлаштоване населення становило 688 осіб. Основні галузі зайнятості: освіта, охорона здоров'я та соціальна допомога — 25,9 %, сільське господарство, лісництво, риболовля — 19,6 %, виробництво — 15,6 %.